# Erdélyi Magyar Műszaki Tudományos Társaság
Az Erdélyi Magyar Műszaki Tudományos Társaság (EMT) 1990-ben alakult  Kolozsváron a magyar nyelvű műszaki tudományos élet fellendítésére. Számos konferenciát és tanulmányi versenyt szervez, könyveket és folyóiratokat jelentet meg. 
Tevékenységét területi fiókszervezetekben és szakosztályokban fejti ki. Szerepet vállal a régi kiadványok, egyetemi jegyzetek digitalizálásában, amelyeket a honlapon közkinccsé tesz.

## Periodikus kiadványai
- Műszaki Szemle (évi négy szám, amelyből egy tudománytörténeti különszám Historia Scientiarum néven, 2011-ig ) Online hozzáférés
- FIRKA (tanévenként hat szám diákoknak) Online hozzáférés
- EMT Tájékoztató (kéthavonta) Online hozzáférés
- Historia Scientiarum (2012-től évente 1-2 kötet) Online hozzáférés

## Könyvkiadványai
- Elektrotechnikai kislexikon
- Ötnyelvű kémia szótár
- Fizika példatár - Mechanika
- Civil katalógus 1998
- Gaal György: Egyetem a Farkas utcában
- Bolyai Emlékkönyv
- Dr. Kiss Zoltán: Épületek tartószerkezeteinek tervezése
- Dr. Köllő Gábor: Mechanika mérnököknek
- Köllő G, Moga P., Gutiu St., Kiss Z.: Szerkezetek számítógépes tervezése EUROCODE szerint

## Elnökei
- 1990–1994 Selinger Sándor
- 1994–1996 Fodor Alpár
- 1997 január–május Köllő Gábor (megbízott elnök)
- 1997–2004 Bíró Károly
- 2004–          Köllő Gábor